# Angèle Marie Autsch
Marie Autsch, en religion sœur Angèle du Sacré-Cœur, (Röllecken, 26 mars 1900-Auschwitz, 23 décembre 1944), est une religieuse trinitaire déchaussée et une résistante allemande au Troisième Reich. Elle est reconnue servante de Dieu par l'Église catholique.

## Biographie
Maria Cäcila Autsch nait le 26 mars 1900 à Röllecken (Attendorn, Sauerland, Allemagne). Elle est baptisée le 28 mars en l’église paroissiale de Dünschede et confirmée le 12 septembre 1913. Après sa scolarité, elle travaille jusqu’en 1930 comme vendeuse dans les magasins de Bischoff Broegger à Finnentrop, où elle est fort appréciée. Des raisons familiales, probablement la nécessité d’aider sa famille qui avait déménagé à Heinberg, motivent l’abandon de son travail.
Elle entre le 8 mai 1933 à la communauté des sœurs trinitaires de Valence à Mötz (Tyrol). Elle y fait profession perpétuelle le 28 septembre 1938, se consacrant pour toujours à la Très Sainte Trinité dans une vie de service aux hommes selon le charisme de l’Institut. En devenant religieuse, elle change son nom de Marie Cécile Autsch en celui de Sœur Angela du Sacré Cœur de Jésus. Le Cœur de Jésus était pour elle plus qu’un symbole de dévotion, il était son orientation et son soutien.
En 1938, au moment de l’annexion de l’Autriche par le IIIe Reich, sœur Angela — consciente de la folie de l’idéologie nazie —, prend d’abord la défense des biens de sa communauté, qui risquent d’être réquisitionnés. En effet, le régime cherche à confisquer les maisons religieuses pour les redistribuer à ses partisans. Au début du mois d’août 1940, sœur Angela dit publiquement qu’« Hitler est le fléau de l’Europe ». Dénoncée, elle est arrêtée par la Gestapo le 12 août, pour avoir offensé le Führer et démoralisé l’armée. Elle est d’abord incarcérée à la prison de la police d’Innsbruck, avant d’être transférée au camp des femmes de Ravensbrück, puis au camp d’Auschwitz. Elle fait alors partie d’un des premiers convois à entrer dans ce camp qui se trouve sur le territoire polonais occupé. Elle a le matricule 512 et se voit considérée comme une détenue politique. Infirmière de formation, elle est rapidement envoyée au service du Lazaret du camp. Elle apporte son aide à tous, sans égard pour la race, la religion, la culture ou l’origine de chacun. Sans se soucier de sa santé, elle vient au baraquement des malades du typhus et les nourrit. Elle aide aussi plusieurs de ses compagnes de captivité à s'échapper
Le 23 décembre 1944, à 18 h 45, au cours d’un bombardement de l’aviation du camp de concentration, elle meurt d’une crise cardiaque.
Ses compagnes l’avaient surnommée « l’Ange d’Auschwitz ». Elle a été promue par ses ex-détenues, pour la plupart communistes, athées et juives. Pour Hernández, « Angela du Sacré Cœur de Jésus a été dans un moment difficile de notre histoire occidentale, un rayon de soleil pour beaucoup de détenues d’un camp de concentration et un pont entre les hommes ».

## Béatification
Le 19 mai 2018, le pape François reconnaît qu'Angèle Marie Autsch a vécu les vertus chrétiennes à un degré héroïque, lui attribuant ainsi le titre de servante de Dieu.